# UNIX System V
Az első UNIX-kiadás, melynek célja az addigi összes UNIX & Unix változat egy szabvánnyá gyúrása.

A UNIX-családfa

Az operációs rendszert az AT&T fejlesztette, s adta ki 1983-ban.
A kiadásnak köze volt/van a POSIX-szabványhoz is (mely máig nagy vitákat kavar).
A System V több kiadást megélt az 1983-ban kiadott első változattól az 1997-ben kiadott SVR5 kiadásig.